# Branca Edmée Marques
Branca Edmée Marques de Sousa Torres (1899 - 1986) va ser una investigadora, i química portuguesa.

## Biografia
Orfe de pare als vuit anys, la seva mare va estar al càrrec de la seva educació. Es va inscriure a la Facultat de Ciències de la Universitat de Lisboa per a una llicenciatura en física i química obtenint les qualificacions més altes en totes les disciplines.
Per això, fins i tot abans d'acabar els seus cursos, el Dr. Aquiles Machado la va convidar com a assistent química, la qual cosa va acceptar sense vacil·lar, malgrat ser l'única dona entre els professors i el personal del Laboratori de Química. El 1925, va acabar els seus estudis, començant la seva carrera acadèmica desitjant especialitzar-se en la ciència que més li atreia: la radioactivitat; el 1930, Branca va sol·licitar una beca a l'estranger a la Junta d'Educació, arribant la confirmació al novembre del 1931. Així es va traslladar a París, acompanyada per la seva mare, ja que el seu marit no podia interrompre les seves funcions en la Facultat de Ciències de la Universitat de Lisboa, ingressant al "Laboratori de l'Institut del Radi a París", on va realitzar recerques en física nuclear i treballaria tres anys sota l'orientació de la insigne Marie Curie (1867-1934) i després de la seva defunció, va seguir amb Debierne (1874-1949) per un quart any. Durant la seva estada a França, va assistir a classes de Marie Curie i de Debierne sobre radioactivitat, registrant atentament en notes de les lliçons en quaderns que formen part de la seva valuosa col·lecció científica.
Havent demostrat qualitats d'investigador excel·lent, Marie Curie li va confiar l'estudi de les lleis de separació de l'actini a partir de terres rares actiníferes però aquest projecte mai es va materialitzar perquè al desembre de 1933 no se li va prorrogar la beca per part de la Junta d'Educació, sense la certesa de poder estar uns quants anys més en l'Institut, ja que aquesta labor requeria molt temps. Aquesta recerca la duria a terme Marguerite Perey, que va descobrir el franci el 1939 i visitaria el Laboratori de Química, de la Universitat de Lisboa el 1948.
Sense desanimar-se, va continuar amb l'estudi experimental de la cristal·lització fraccionada de sals radíferes de bari que Marie Curie li havia proposat i ocupant-se des de llavors. Donats els excel·lents resultats obtinguts, Marie Curie la va aconsellar que els convertís en tesi doctoral, la qual cosa va succeir, i que va defensar amb el títol de Nouvelles Recherches sur le Fractionnement Sels des de baryum Radifère. Com segona tesi, va tenir un tema a proposta de la Facultat de Ciències de París, realitzant una exposició sobre La Chimie et la Séparation des Radioéléments Synthétiques, tema de gran interès en aquest moment.
El 21 de novembre del 1935 (després de la mort de Marie Curie), a través d'una defensa pública amb els examinadors Jean Perrin i Frédéric Joliot-Curie (tots dos premis Nobel) i de Debierne, descobridor de l'actini, i successor en l'adreça de Marie Curie del "Institut del Radi a París", va ser guardonada amb el grau de Docteur en Sciences Physiques amb esment de "molt honorable", la més alta qualificació en les proves de doctorat a França. El 13 de juliol de 1936 va ser reconegut aquesta igualació a Doctorat d'Estat, el grau de Doctor en Física i Química (PE) de les universitats portugueses. Malgrat haver estat convidada per Debierne per ser el seu col·laborador en la recerca científica en el "Institut del Radi a París", va declinar aquesta invitació.
Novament retornada a Portugal, va dirigir el primer Centre de Recerques en Química en la Facultat de Ciències de la Universitat de Lisboa, continuant al llarg de la seva vida, una carrera en l'ensenyament i en la recerca científica, de vegades envoltada per alguns contorns menys justs que la seva voluntat indomable va poder superar.
Quant a la seva activitat docent, malgrat el seu doctorat des de 1935, només el 1942 es va convertir en assistent de primera, malgrat exercir funcions executives d'Encarregada de Curs. Entre 1942 a 1953 va passar a exercir, per contracte renovable any a any, funcions de Professora Extraordinària, i el 1949 va prestar proves per obtenir el títol de Professora Agregada. El 1954 va concursar a un lloc de Professor Catedràtic que, malgrat guanyar per mèrits, no va poder ocupar. Solament va ascendir a la categoria de Professora Catedràtica després d'un segon concurs, ja el 1966, als seus 65 anys. El règim d'aules a la qual va ser subjectada, tant en el cúmul d'hores de docència com amb una varietat de disciplines professades, transformant-se en deshumanitzat com realment ho era, de la resta dels professors, no habitual en aquesta època. Escrivia els textos d'algunes disciplines, sobretot les vinculades a lliçons de Química-Física, entre 1947 i 1948 i les de Química inorgànica que actualitzava anualment, per molts anys en gairebé totes les disciplines de Química, en la Facultat de Ciències, de la Universitat de Lisboa.
Cal destacar la seva contribució al desenvolupament de la recerca científica en la Facultat de Ciències de Lisboa.
Després d'haver passat un quinquenni, en un dels instituts de recerca més importants d'Europa on va tenir l'oportunitat de treballar i viure amb personalitats veritablement excepcionals al món, al moment del desenvolupament de la història dels descobriments relacionats amb la radioactivitat, la Dra. Marques va intentar i va aconseguir implementar i desenvolupar aquesta àrea de recerca en el Laboratori de Química, Facultat de Ciències, Universitat de Lisboa. Així gràcies als seus esforços, crea el 1936 el Laboratori de Radioquímica, que va arribar a dirigir el "Centre per a l'Estudi Radioquímica" de la Comissió d'Estudis d'Energia Nuclear, el primeríssim centre de recerca en la Facultat de Ciències Químiques de la Universitat de Lisboa, per desgràcia avui extint, i que fos directora fins al final de la seva carrera acadèmica. Part de l'equipament científic d'aquest Centre, es troba avui en el Museu de la Ciència de la Universitat de Lisboa Arxivat 2013-05-14 a Wayback Machine..
En aquest Centre es van formar científics i tècnics, especialment a les àrees de Química i Radioquímica nuclear. Molts estudiants i assistents de Química, de la Facultat de Ciències, Universitat de Lisboa es van trobar amb les facilitats i instal·lacions per millorar-se tècnica i científicament. Diversos becaris del Centre per a l'Estudi de Radioquímica van arribar a ser assistents de la Facultat de Ciències de Lisboa, on alguns d'ells són ara els mestres. Uns altres es van integrar en els diferents departaments governamentals, incloent la Junta d'Energia Nuclear, i a diverses universitats del país.
Malgrat les seves pesades tasques de docència, recerca i d'orientació científica a estudiants i becaris, la Dra. Marques no descurava la seva pròpia actualització que la va portar a visitar alguns dels centres de recerca més importants d'Europa en Química i Radioquímica nuclear. És en aquest esperit, que el 1949 i pel seu propi compte, va realitzar viatges d'estudi a diversos laboratoris del Comisariat de l'Energia Atòmica i de l'Institut del Radi a París on va col·laborar en obres de Química Nuclear durant les breus setmanes de la seva estada a França.
El 1951, a Anglaterra, va visitar, entre d'altres, els laboratoris per a la preparació de compostos de separació d'isòtops radioactius, especialment l'"Establiment de Recerques d'Energia Atòmica de Harwell" i d'Amersham i la secció de radioisòtops d'un hospital londinenc. L'última d'aquestes visites va ser part del seu interès en les aplicacions terapèutiques dels radioisòtops, tema sobre el qual va presentar un article de col·laboració amb el doctor R. Valadas Preto en l'ús del iode-131 en el diagnòstic i teràpia, en la Primera Conferència sobre Tècniques Isotòpiques celebrada a Oxford el 1951.
Al final de la seva vida treballant com a professora i investigadora va tenir seriosos problemes amb la visió. No obstant això, no li va impedir continuar amb les seves funcions fins al límit d'edat, presentar-se al concurs que finalment li va permetre ser Professora Catedràtica Titular abans de la seva jubilació.
En aquesta mateixa fase de la seva vida va tenir, amb motiu de la celebració del centenari del naixement de Marie Curie, la gran alegria i un honor el de ser convidada en la seva qualitat d'antiga col·laboradora de Marie Curie per l'Institut du Radium a París i les seves despeses van córrer per compte del Ministeri d'Afers exteriors de França, com a partícip en les cerimònies en honor, que van tenir lloc a la Universitat de París, els dies 24 i 25 d'octubre de 1967.

## Obra

### Algunes publicacions
Va publicar sis treballs en Comptes Rendus de l'Académie des Sciences de París, quatre dels quals van sorgir predoctorat i presentats a l'Acadèmia de les Ciències de París per G. Urbain i Jean Perrin, sent els altres dos ja posteriors al doctorat i amb la col·laboració amb C. Chamié i H. Faraggi.
- 1933. “Sur la Répartition du Radium dans la Précipitation Fractionnée du Chlorure de Baryum Radifère”. C. R. de l'Acad. des Sc. de Paris 196 (1933): 1309-1311.
- 1933. “Sur la Cristallisation Fractionnée du Chlorure de Barium Radifère”. C. R. de l'Acad. des Sc. de Paris, 197 (1933): 1314-1315.
- 1934. “Sur la Distribution du Radium dans les Cristaux de Bromure de Baryum Radifère”. C. R. de l'Acad. des Sc. de Paris 198 (1934): 819-821.
- 1934. “La Précipitation Fractionnée du Sulfate de Baryum Radifère”. C. R. de l'Acad. des Sc. de Paris 198 (1934): 1765-1767.
- 1939. “Sur une Propriété des Radiocolloids”. Amb C. Chamié. C. R. de l'Acad. des Sc. de Paris 209 (1939): 877-879.
- 1949. “Sur les Activités en Profondeur de l'Argent irradié par Deutons”. Amb C. Chamié, H. Faraggi. C. R. de l'Acad. des Sc. de Paris 229 (1949): 358-360

A més d'aquests va realitzar nombrosos treballs individuals i en col·laboració amb els seus col·legues del Centre d'Estudis de Radioquímica, destacant-se:
- branca i. Marquis, regina Grade, césar Viana, carlos Miranda, m.f. Lopes Cardoso, m.l. Sadler Simõés, publicats en revistes nacionals o sota la forma de comunicacions a congressos nacionals i estrangers i publicats en les respectives Actes o en Proceedings. Alguns dels treballs de Branca Edmée Marques van ser esmentats per diversos científics (entre altres. Irène Joliot-Curie i B. Goldschmith).
- 1932. "A água termal do Estoril: contribuição para o seu estudo físico-quimico, acompanhada duma breu notícia geo-hidrológica". 12 p. Set. de Arquivo da Universidade de Lisboa/Aguas Minerais e Termais / Análise - Estoril. Portugal.
- 1936. Distribution du radium dans les cristaux des sels de baryum radifère. Paris: Les Presses Universitaires de Françe 1936: 219-225.- Set. de Journal de Chimie Physique et Revue Générale des Colloides, Tom 33.
- 1946. Subsídios para o conhecimento de novos compostos de polónio. Porto:[s.n.] 7 pàg.
- 1947. Contribuição analítica sobre us calcários de Bissau. Lisboa: 1950. pàg. 25-26. Set. d'Actes da 2.ª Conferência Internacional dos Africanistas Ocidentais, Reunides em Bissau em 1947.
- 1961. Evolução da radioactividade da água de algumas chuvas, Amb Maria Regina Grade i César Nunes Viana. Lisboa, 23 pàg.

També com a part de la seva activitat científica, Blanco Marques Edmée va escriure una breu biografia de Marie Curie per a la revista Ciência, de Lisboa. I una altra de Jean Perrin, per invitació de l'Institut Francès a Portugal en el primer aniversari de la mort del gran científic

## Honors
Repetidament, va ser designada per a l'acompliment de funcions oficials i de representació, destacant-se els següents:
- 1951, va representar a la Facultat de Ciències, Universitat de Lisboa i a la Societat Portuguesa de Química i Física de la Primera Conferència de Tècniques Isotòpiques, com a representant de la Societat Portuguesa de Química i Física, havent entrat en aquesta societat com a cofundador.
- 1953, a la Fédération Européenne du Génie Chimique a París.
- 1958, un dels representants de Portugal en la Segona Conferència Internacional sobre les aplicacions pacífiques de l'energia nuclear, celebrada en la Lliga de les Nacions, en Ginebra.

Membre de les següents societats
- Societat Portuguesa de Química i Física, on va ser vicepresidenta del Nucli Estratègic de Lisboa durant uns anys.
- Société de Chimie-Physique de França.
- Société Française de Física.
- Societat Geogràfica de Lisboa.

### Eponimia
- Carrer Branca Edmée Marques, en la Freguesia de Camp Gran, Concelho de Lisboa, Districte de Lisboa[7]

GPS
38.777914, -9.166733